# Давидов Микола Васильович
Мико́ла Васи́льович Дави́дов (нар. 12 травня 1975 — 1 липня 2015) — старшина Збройних сил України. Загинув під час російсько-української війни.

## З життєпису
Народився в селі Печини Тростянецького району в родині Василя Федоровича та Ніни Іванівни Давидових. Закінчив ЗОШ села Печини, тростянецьке ПТУ за спеціальністю тракторист, Сумський аграрний університет за спеціальністю механізація.
Пройшов строкову військову службу в лавах ЗСУ. Від 2007 року працював вальником лісу в Нескучанському лісництві Тростянецького лісгоспу.
Мобілізований 15 серпня 2014 року; старшина, оператор-навідник танка 93-ї окремої механізованої бригади. Майже рік захищав Батьківщину в зоні бойових дій.
30 червня 2015 року Микола вийшов з танка та прямував до укриття, коли розпочався мінометний обстріл з боку терористів. 30 червня у Пісках під час мінометного обстрілу були поранені ще 4 бійців, коли вони прямували з танкової позиції в укриття. Зазнав важких поранень, евакуйований до лікарні Селидового. Лікарі боролися за життя старшини, проте зусилля виявилися марними. 1 липня близько 3-ї ночі помер від поранень.
Без Миколи лишились мама, дружина, дві доньки 2000 р.н. та 2001 р.н.
3 липня 2015-го похований на Центральному кладовищі міста Тростянець.

## Нагороди
- 16 січня 2016 року, — за мужність, самовідданість і високий професіоналізм, виявлені у захисті державного суверенітету та територіальної цілісності України, вірність військовій присязі, — нагороджений орденом «За мужність» III ступеня (посмертно)[1]